# White Star Schorvoort Turnhout
White Star Schorvoort Turnhout is een Belgische voetbalclub uit Schorvoort, een gehucht van Turnhout. De club is aangesloten bij de KBVB met stamnummer 7025 en heeft rood-wit als kleuren. De club sloot halverwege de jaren 60 aan bij de voetbalbond, maar speelt al heel zijn bestaan in de provinciale reeksen.
In seizoen 2022/23 werd de club kampioen in 2e Provinciale B en komt dus uit in 1e Provinciale tijdens het seizoen 2023/24.

Na dit seizoen 2023/24, besliste White Star Schorvoort volgend seizoen een doorstart te maken in Vierde provinciale.

## Resultaten
| Seizoen | Klasse | Klasse | Klasse | Klasse | Klasse | Klasse | Klasse | Klasse | Klasse | Reeks                                                    | Punten                                                   | Opmerkingen                                              |
|         | 1A     | 1B     | 1Am    | 2Am    | 3Am    | P.I    | P.II   | P.III  | P.IV   | Vanaf 2016-17 zijn er 3 nationale en 2 regionale niveaus | Vanaf 2016-17 zijn er 3 nationale en 2 regionale niveaus | Vanaf 2016-17 zijn er 3 nationale en 2 regionale niveaus |
| ------- | ------ | ------ | ------ | ------ | ------ | ------ | ------ | ------ | ------ | -------------------------------------------------------- | -------------------------------------------------------- | -------------------------------------------------------- |
| 2016/17 |        |        |        |        |        | 16     |        |        |        | Eerste Prov. Antw.                                       | 20                                                       | Degradatie naar 2e Provinciale                           |
| 2017/18 |        |        |        |        |        |        | 10     |        |        | Tweede Prov. Antw. B                                     | 38                                                       |                                                          |
| 2018/19 |        |        |        |        |        |        | 6      |        |        | Tweede Prov. Antw. B                                     | 44                                                       |                                                          |
| 2019/20 |        |        |        |        |        |        | 14     |        |        | Tweede Prov. Antw. B                                     | 15                                                       | Degradatie.                                              |
| 2020/21 |        |        |        |        |        |        |        | -      |        | Derde Prov. Antw. A                                      | -                                                        | Seizoen geschrapt wegens Covid-19                        |
| 2021/22 |        |        |        |        |        |        |        | 1      |        | Derde Prov. Antw. A                                      | 72                                                       |                                                          |
| 2022/23 |        |        |        |        |        |        | 1      |        |        | Tweede Prov. Antw. B                                     | 74                                                       |                                                          |
| 2023/24 |        |        |        |        |        | 13     |        |        |        | Eerste Prov. Antw.                                       | 32                                                       | Doorstart                                                |
| 2024/25 |        |        |        |        |        |        |        |        | 2      | Vierde Prov. Antw. E                                     | 72                                                       |                                                          |
| 2025/26 |        |        |        |        |        |        |        |        |        | Derde Prov. Antw. B                                      |                                                          |                                                          |